# Пакистано-таджикистанские отношения
Пакистано-таджикистанские отношения — двусторонние дипломатические отношения между Пакистаном и Таджикистаном. Страны разделены Ваханским коридором, узкой полосой земли в восточном Афганистане, в районе Вахан провинции Бадахшан. Ваханский коридор представляет собой высокогорную территорию длиной около 295 км и шириной от 15 до 57 км в долинах рек Памир, Вахан и Пяндж.
Страны являются членами ШОС.

## История
Дипломатические отношения между странами были установлены в 1992 году. В 1994 году Пакистан предоставил ссуду Таджикистану в размере 20 млн. долларов США. Однако, реализация амбициозных планов сотрудничества, а именно: завершение строительства Рогунской ГЭС и автомобильного шоссе между двумя странами, провалились по причине экономических проблем Пакистана и из-за политической нестабильности в Таджикистане. 
В июне 2002 года президент Пакистана Первез Мушарраф и премьер-министр Таджикистана Окил Гайбуллаевич Окилов на встрече характеризовали сложившиеся отношения между странами как дружественные и выразили готовность развивать экономическое сотрудничество и дорожное сообщение между странами с участием Афганистана. 
В 2002 году в Пакистане проживало несколько тысяч беженцев из Таджикистана. В марте 2008 года посол Таджикистана в Исламабаде заявил, что его страна в ближайшем времени сможет экспортировать дешевую электроэнергию в Пакистан и Иран.

## Торговые отношения
В 2007 году объём товарооборота между странами составил сумму 100 млн. долларов США. Пакистан покрывал от 60 до 70 % потребности Таджикистана в медикаментах. В мае 2015 года премьер-министр Пакистана Наваз Шариф и президент Таджикистана Эмомали Рахмон на встрече сделали заявление, что объем товарооборота между странами в 2014 году составил сумму 89 млн. долларов США. В 2016 году объем товарооборота составил сумму 90 млн. долларов США, власти Таджикистана выражают надежду на то, что в ближайшие годы товарооборот может возрасти до 500 млн. долларов США.